# Goytacaz FC
Der Goytacaz Futebol Clube ist ein Fußballverein aus Campos dos Goytacazes, im brasilianischen Bundesstaat Rio de Janeiro. Goytacaz wurde am 20. August 1912 gegründet.

## Geschichte

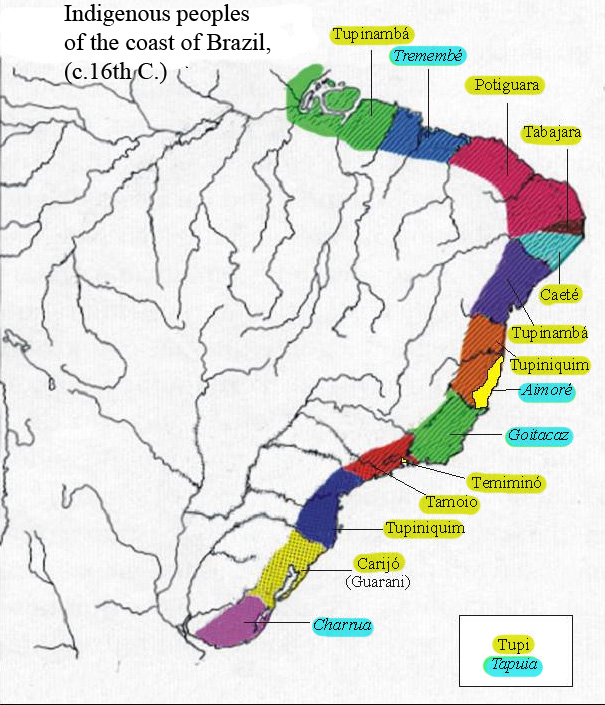

Goytacaz wurde am 20. August 1912 nach einer Meinungsverschiedenheit von einer Gruppe von Ruderern des Clube Natação de Regatas Campista gegründet. Der Name des Klubs ist eine Hommage an die ersten Einwohner der Stadt Campos, die Goitacás, welche auch das Maskottchen darstellen. Diese waren laut dem Historiker Eduardo Bueno die wildesten Ureinwohner des heutigen brasilianischen Territoriums Brasilien, sowie ausgezeichnete Schwimmer, was ihnen einen zusätzlichen Vorteil in Kämpfen verschaffte.
Das erste Spielfeld von Goytacaz befand sich vor der Kirche Santo Antônio im Ortsteil Guarus, und daher gilt der Heiliger Antonius als Schutzpatron der Mannschaft. Später zog das Feld an den Praça da República um, wo das Rathaus ein Stück Land abtrat, aber dort blieb der Klub nicht lange, da er bald in die Nähe des Liceu de Humanidades umziehen sollte, auf dem gleichen Land, auf dem später der Palast von Finazinha de Queirós gebaut wurde. Nach seinem Tod wurde er in die Casa de Cultura Villa Maria umgewandelt. Der Club änderte sich jedoch erneut und wurde dieses Mal vor der Bahnlinie Campista, am Anfang der Rua do Gás, in Lapa gegründet. Auf diesem Gebiet wurde Goytacaz endgültig zu einer der größten Mannschaften der Stadt und hatte am 5. Juni 1930 sogar das erste Feld mit elektrischer Beleuchtung im Landesinneren, was viele Kontroversen auslöste, da die Stadt mit ernsthaften Problemen bei der Energieversorgung zu kämpfen hatte.
1914 wurde der Klub der Stadtmeister von Campos dos Goytacazes. Im Entscheidungsspiel konnte der Campos AA mit 2:1 in der Verlängerung geschlagen werden, nachdem die reguläre Spielzeit 1:1 geendet hatte. Insgesamt konnte der Klub die Stadtmeisterschaft bis 1977 zwanzig Mal gewinnen.
Spätestens ab 1941 nahm der Klub an der Staatsmeisterschaft von Rio de Janeiro teil. Dieses ist nicht zu verwechseln mit der heutigen Staatsmeisterschaft von Rio de Janeiro. Die Meisterschaften der Stadt Rio de Janeiro und des Umlandes waren seinerzeit getrennt.
Rio de Janeiro war seit der Unabhängigkeit Brasiliens 1822 sowohl die Hauptstadt der Provinz Rio de Janeiro wie auch die des Kaiserreichs Brasilien. Im Jahr 1834 wurde die Stadt administrativ von ihrem Umland als eigenständige Gebietskörperschaft separiert. Während die Stadt, ihrer Funktion als Hauptstadt Brasiliens gerecht werdend, den Status einer neutralen Stadt (Município Neutro) einnahm, bestand ihr Umland als Provinz Rio de Janeiro weiter fort, mit Niterói als neuer Kapitale. Da beide Gebietskörperschaften denselben Namen führten, wurden sie seither im einfachen Sprachgebrauch unterschieden; Carioca stand für die Stadt und Fluminense für das Umland. Dieser Zustand hat sich auch nach dem Ende des Kaiserreichs und der Proklamation der Republik 1889 fortgesetzt, nach der die Stadt nun als Föderaldistrikt (Distrito Federal) und das Umland nun als Bundesstaat separat voneinander weiterbestanden. Nachdem der Föderaldistrikt 1960 nach Brasília verlegt wurde, hat die Stadt den Status eines Bundesstaates mit dem Namen Guanabara angenommen. Rio–Stadt und Rio–Umland wurden erst 1975 zu einem Bundesstaat wiedervereint.
Seit seinem ersten Auftritt in der Staatsmeisterschaft tritt der Klub fast ununterbrochen in einer der Ligen der Staatsmeisterschaften an, nach der Auflösung der Campeonato Fluminense übergangslos in der Campeonato Carioca. Nachdem der Klub zuletzt nur in den unterklassigen Ligen antrat, zog er sich 2024 aus dem Ligabetrieb zurück. Der Klub kritisierte den regionalen Verband, den Federação de Futebol do Estado do Rio de Janeiro (FERJ), bezüglich dessen Regularien in den Ligen. Auch im Folgejahr blieb Goytacazes dem Spielbetrieb fern.
Aufgrund guter Platzierungen in der Staatsmeisterschaft qualifizierte sich Goytacazes von den 1960er bis in die 1980er Jahre für die Teilnahme bei den nationalen Ligen. Erstmals trat der Klub in der obersten Spielklasse Brasiliens 1964 an. In der Taça Brasil 1964 trat der Klub in der Gruppe Zentral der Zone Süd an. Hier musste sich Goytacazes dem Rio Branco AC stellen. Nachdem man im Hinspiel noch 1:1 erreicht hatte, unterlag Goytacazes im Rückspiel mit 0:3 und schied aus dem Turnier aus. In der Abschlusstabelle reichte es für den 21. Platz bei 22 Teilnehmern.

### Teilnahme an Fußballwettbewerben
| Wettbewerb                                  | Teilnahmen                                                               |
| ------------------------------------------- | ------------------------------------------------------------------------ |
| Série A                                     | 08× – 1964, 1967, 1968, 1977, 1978, 1979, 1986, 1987                     |
| Série B                                     | 03× – 1980, 1984, 1985                                                   |
| Staatsmeisterschaft (Campeonato Fluminense) | mind. 22× – 1941–1943, 1953, 1955–1971, 1978                             |
| Staatsmeisterschaft (Campeonato Carioca)    | mind. 12× – 1979–1980, 1983–1988, 1991–1993, 2018                        |
| Staatsmeisterschaft Segunda Divisão         | mind. 24× – 1982, 1989–1990, 1995–2005, 2007, 2010, 2012–2017, 2019–2020 |
| Staatsmeisterschaft Série B1 (dritte Liga)  | mind. 02× – 2021, 2023                                                   |
| Staatsmeisterschaft Série B2 (vierte Liga)  | mind. 01× – 2022                                                         |
| Staatspokal                                 | 09× – 1991–1992, 1995, 2010, 2012–2013, 2016, 2018, 2023                 |

### Erfolge
- Staatsmeisterschaft (Campeonato Fluminense) 5×: 1955, 1963, 1966, 1967, 1978
- Staatsmeisterschaft von Rio de Janeiro – Segunda Divisão: 1982, 2017
- Staatsmeisterschaft von Rio de Janeiro – Série B2: 2022